# Алістер молуцький
Алістер молуцький (Alisterus amboinensis) — вид папуг з родини Psittaculidae. Поширений на сході Індонезії.

## Назва
Видова назва amboinensis походить від острова Амбон, де зібраний типовий зразок.

## Поширення
Вид поширений на острові Пеленг, Молуцьких островах та Західному Папуа в Індонезії. Населяє тропічні ліси, але іноді заходить на прилеглі плантації та сади. У виняткових випадках трапляється на висоті до 2100 м, але частіше нижче 1200 м (Нова Гвінея) або 1600 м (Малуку).

## Підвиди
Виділяють 6 підвидів:
- A. a. amboinensis (Linnaeus, 1766), Амбон і Серам.[4]
- A. a. buruensis (Salvadori, 1876), о Буру.[5]
- A. a. dorsalis (Quoy & Gaimard, 1830), Західне Папуа.[5]
- A. a. hypophonius (S. Müller, 1843), о. Гальмагера.[5]
- A. a. sulaensis (Reichenow, 1881), о-ви Сула.[5]
- A. a. versicolor Neumann, 1939, острів Пеленг.[5]

## Опис
Номінальна форма досягає розміру 35 сантиметрів. Довжина крила 200—215 мм. Голова, горло, груди і низ живота червоні. Основа крил, малі криючі крил, потилиця, спина, круп, надхвостові та нижні криючі крила синьо-фіолетові. Решта пір'я крил зелені. Підхвістя чорне з широкою червоною облямівкою. Верх хвоста чорний з насиченим багряно-блакитним відтінком. Нижня сторона хвоста сіро-чорна з широкими рожевими краями на внутрішніх язичках трьох зовнішніх пір'я. Навколо помаранчевої райдужки є темно-сіре кільце. Верхня частина дзьоба чорна з помаранчевою основою. Ноги сірі. Статі виглядають однаково.
Підвид A. a. sulaensis досягає розміру 34 сантиметрів і довжини крил від 187 до 197 мм. Мінлива зелена смуга проходить через верхню частину спини. Світло-рожева облямівка на пір'ї хвоста відсутня. A. a. versicolor досягає 33 сантиметрів завдовжки. Довжина крил від 174 до 205 мм, хвоста до 190 мм. Пір'я хвоста не мають світло-рожевої облямівки, як у номінальної форми. A. a. buruensis має 36 сантиметрів у висоту та довжину крил від 203 до 288 мм. Змінна зелена смуга проходить через синю верхню частину спини. Зовнішні пера хвоста мають широкі блідо-рожеві краї, наступні два пера хвоста мають вузькі краї. Дзьоб повністю чорний. A. a. hypophonius досягає розміру 34 сантиметрів і довжини крил від 186 до 201 мм. Рожеве забарвлення по краях хвостового пера відсутнє. Малі покриви крил темно-сині. Решта пір'я крил чорно-сині. A. a. dorsalis — найменший підвид із розміром до 33 сантиметрів і довжиною крил від 175 до 193 мм. Пір'я хвоста не обведені рожевим кольором. Руде пір'я темніше, ніж у інших підвидів.

## Спосіб життя
Трапляється поодинці або парами, зрідка невеликими групами, переважно в густому полозі в нижніх і середніх рівнях лісів. Харчується фруктами, ягодами, насінням і бруньками. Гніздування відбувається в дуплі дерева. Сезон розмноження починається в лютому та березні, хоча в природі розмноження не спостерігалося, у неволі кладка складається з двох яєць, які інкубуються протягом 19 днів. Після вилуплення пташенята готові вилітати у віці дев'яти тижнів.